# Xylosma spiculifera
Xylosma spiculifera, Nombres comunes: “cacho de venado – espino – corono”. Es nativa de Colombia y Venezuela.

## Descripción

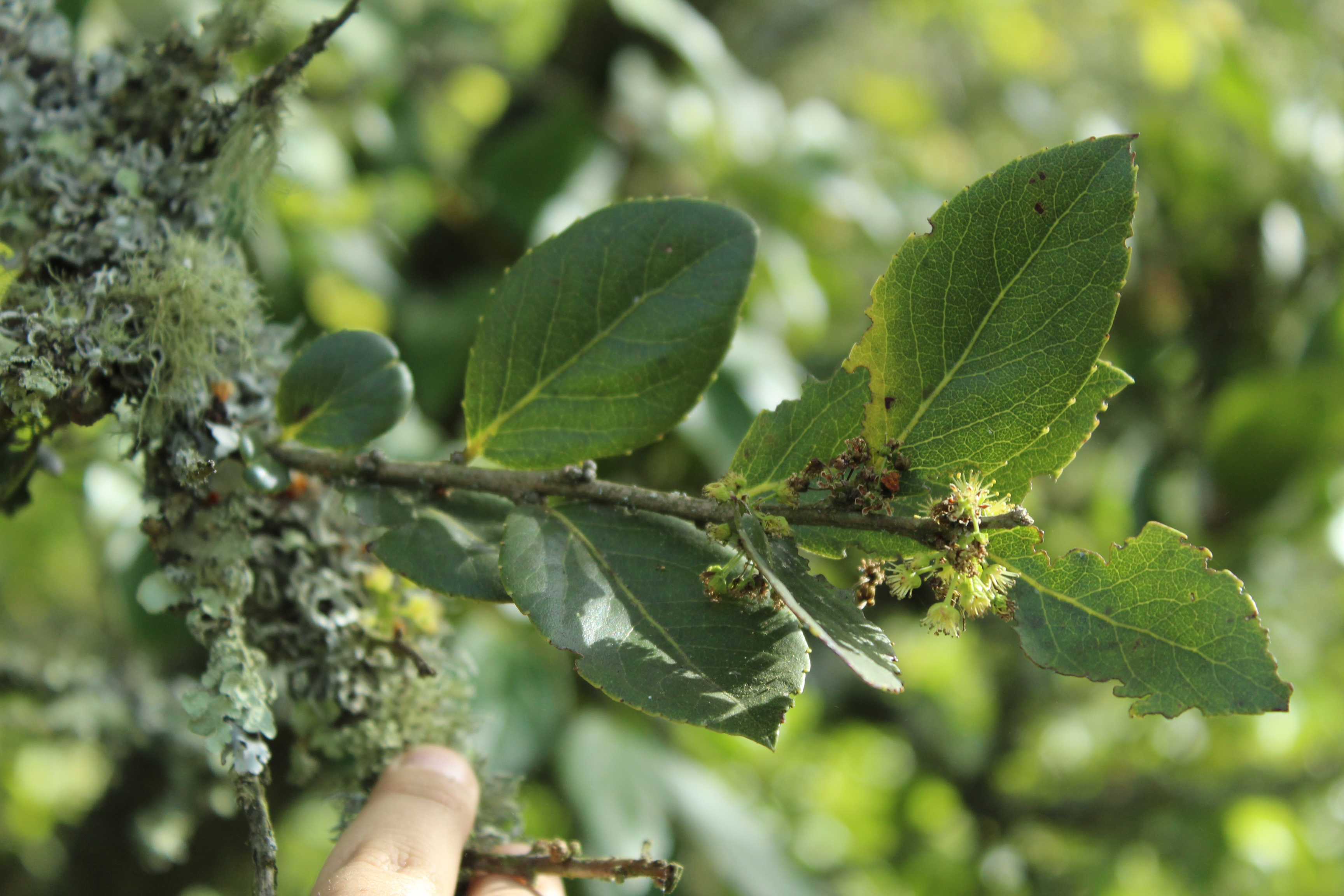
Hojas.

Es un árbol que se encuentra entre los 2000 y los 3200 m s. n. m. y alcanza los 12 m de altura, en el tronco presenta espinas ramificadas, su copa es globosa y densa.
Las hojas son simples, alternas, helicoidales, cactáceas, de borde aserrado y presenta estípulas libres.
Las flores son pequeñas de color amarillo y dispuestas en cimas. Los frutos son bayas con pocas semillas.
El corono crece lentamente durante muchos años, manteniendo la altura de un arbusto. Después de mucho tiempo puede llegar a alcanzar los 12 metros de altura y unos 40 cm de diámetro del tronco. Esta especie presenta individuos con y sin espinas. Cuando estas se encuentran son largas y puntiagudas y se ubican en el tronco y en las ramas.

## Ecología
En Colombia se encuentra en la Cordillera Oriental, entre 2000 y 3200 m.s.n.m. En los bosques andinos crece en compañía de especies como el raque (Vallea stipularis), mulato (Ilex kunthiana), arrayán (Myrcianthes leucoxyla), espino (Duranta mutisii) y cucharo (Myrsine coriacea). 
Las flores del corono son visitadas por abejas domésticas (Apis mellifera) y sus frutos consumidos por aves silvestres, entre ellas mirlas (Turdus fuscater).
El corono se encontraba en los bosques bajos y densos que antiguamente cubrieron las laderas alrededor de la Sabana de Bogotá, pero fue eliminado por la tala y la expansión urbana. Aun se puede encontrar en los bosques de Boyacá y Cundinamarca. 

## Usos

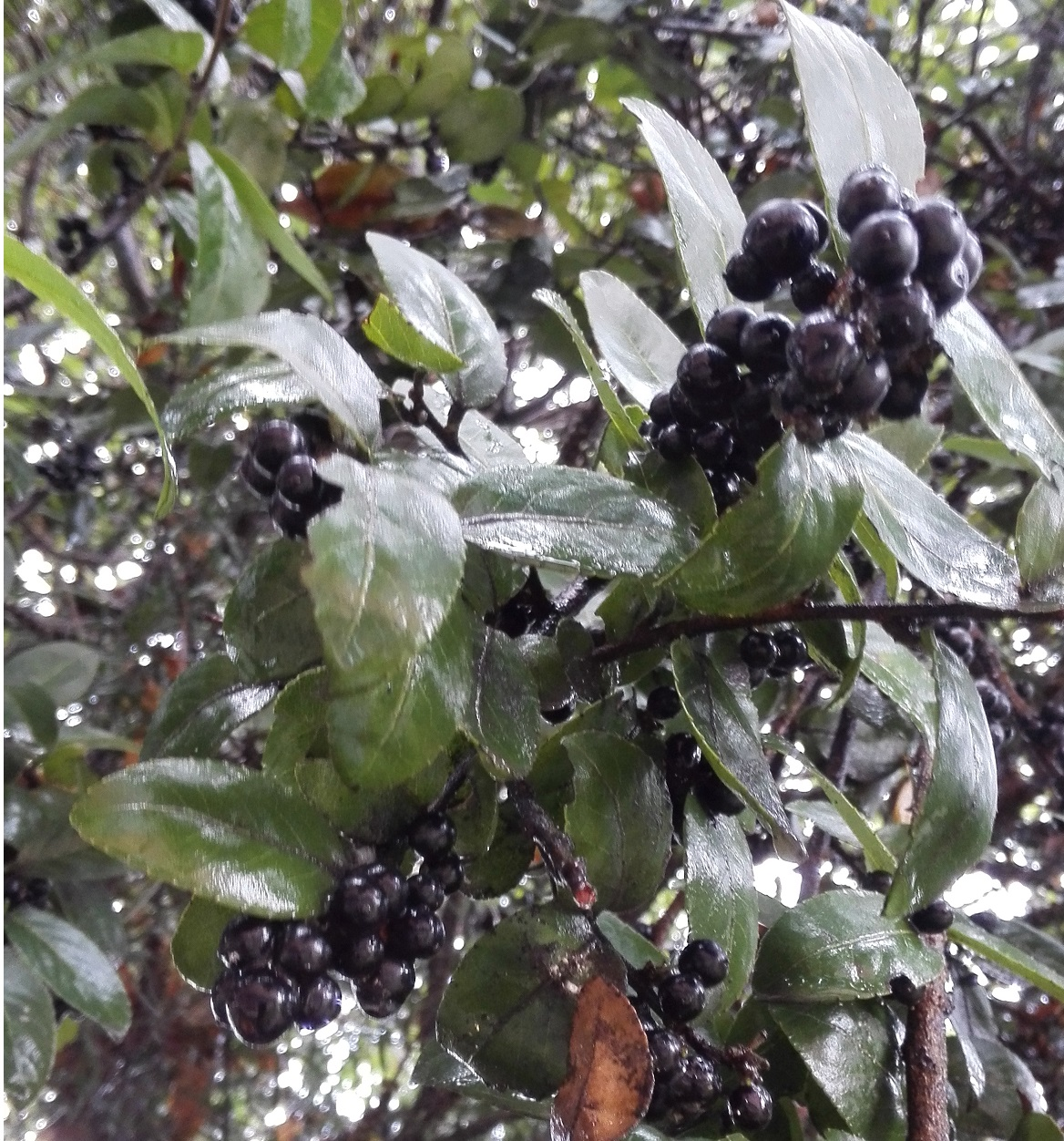
Bayas del corono.

Es una especie melífera que atrae insectos.
Alimento para la avifauna.
Es ornamental, ideal para la formación de setos.
Es ideal para la conservación de suelos y el control de la erosión.
Es medicinal: las hojas en decocción se usan para las enfermedades en la piel especialmente  úlceras y dermatosis rebeldes.